# Białystoczek
Białystoczek [bjawɨsˈtɔt͡ʂɛk] est un village polonais de la gmina de Korycin dans le powiat de Sokółka et dans la voïvodie de Podlachie. Il se situe à environ 14 kilomètres au sud-est de Korycin, à 28 kilomètres à l'ouest de Sokółka et à 32 kilomètres au nord de Białystok. 